# Aghjabedi (quận)
Aghjabedi (tiếng Azerbaijan:Aǧcabədi) là một quận thuộc Azerbaijan. Dân số thời điểm năm 2012 là 107833 người.